# Anèmia mieloptísica
L'anèmia mieloptíca és una anèmia normocítica que es dona quan hi ha una formació anormal de cèl·lules a la medul·la òssia
Els agents patògens poden ser:
- Processos neoplàstics que poden comportar: leucèmies o metàstasi de carcinomes (de pulmó, de mama, d'estómac...)
- Granulomes: Tuberculosi en els òrgans hematopoètics.
- Dipòsits de substàncies: Malaltia de Gaucher o malaltia de Niemsnn-Pick.
- Fibrosis.

A més a més d'una insuficiència medul·lar, es troba una característica combinació de cèl·lules mieloides i normoblast en la sang perifèrica.